# Venusfigurinen vom Petersfels
Koordinaten: 47° 51′ 41″ N, 8° 48′ 21″ O

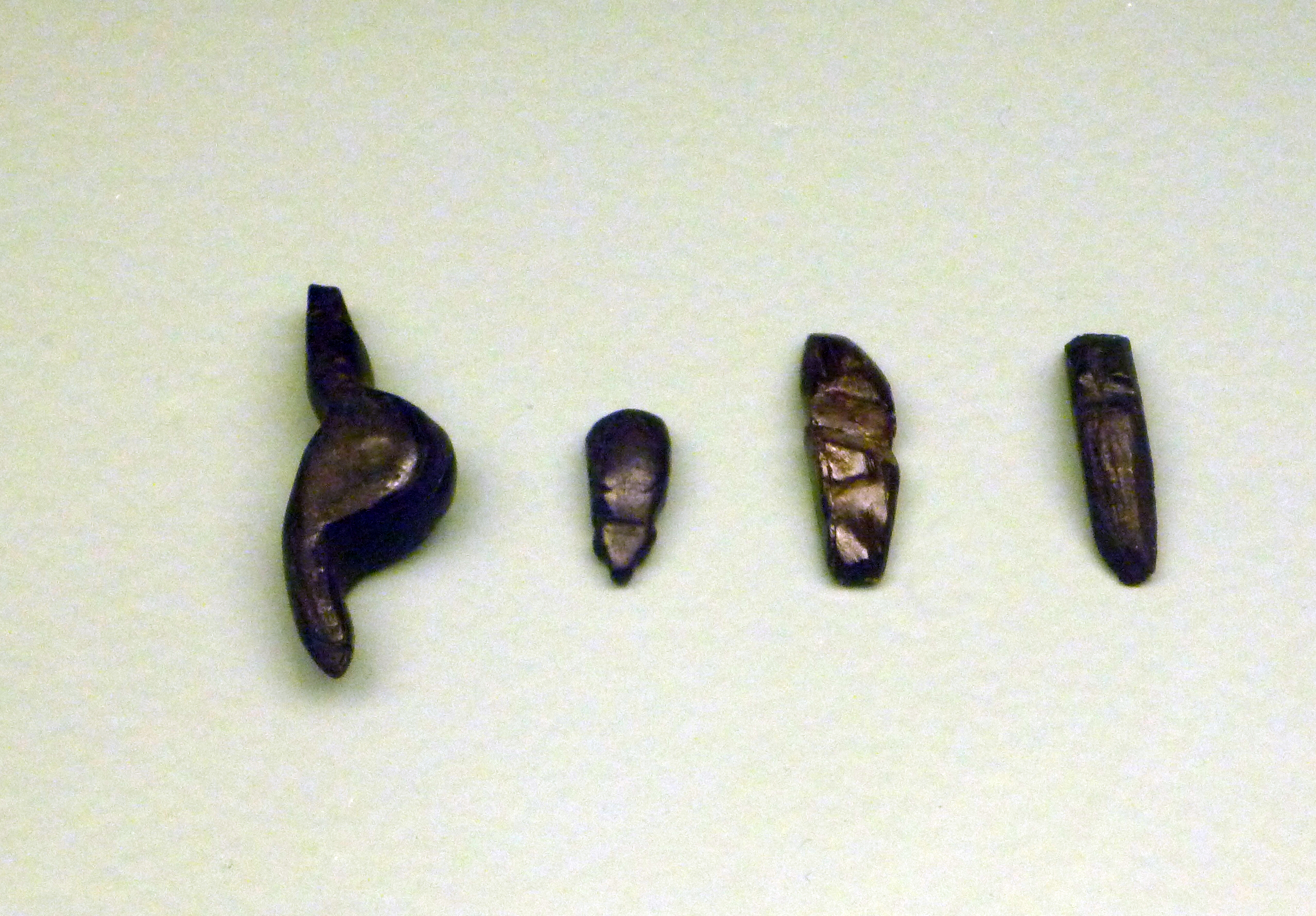
V. l.: Venusfigurine vom Petersfels, Käfer und zwei weitere Frauenstatuetten vom Petersfels; Badisches Landesmuseum Karlsruhe

Bei den Venusfigurinen vom Petersfels handelt es sich um mehrere altsteinzeitliche Darstellungen des weiblichen Körpers aus dem Jungpaläolithikum. Die Figurinen bestehen meist aus Gagat. Der Petersfels ist eine Höhle mit Vorplatz im Brudertal bei Engen, Baden-Württemberg. Die Figurinen wurden 1927–1932 von Eduard Peters und Volker Toepfer sowie 1974–1976 und 1978 von Gerd Albrecht ausgegraben. Das Alter der Figurinen wird mit 15000 bis 11500 Jahren angegeben; sie stammen aus dem Magdalenien. Die Figurinen sind zwischen 1,5 und 4 cm lang. Sie befinden sich größtenteils in den Museen von Freiburg im Breisgau und Engen. Die größte dieser Figuren wird auch Venus von Engen genannt.